# Cabildo (Buenos Aires)
Cabildo es una localidad del partido de Bahía Blanca, provincia de Buenos Aires, Argentina.

## Ubicación
Se encuentra a 50 km al norte de la ciudad de Bahía Blanca, accediéndose por la Ruta Provincial 51. Se ubica entre las formaciones serranas al sur de Sierra de la Ventana.

## Población
Cuenta con 2325 habitantes (Indec, 2022), lo que representa un aumento del 13,6% frente a los 2046 habitantes (Indec, 2010) del censo anterior.
| Gráfica de evolución demográfica de Cabildo entre 1960 y 2022 |
|                                                               |
| Fuentes: INDEC                                                |

## Actividades
La actividad principal de Cabildo es la producción agropecuaria, ya que más del 30% de sus habitantes viven día a día del agro.
Una de sus principales fuentes de trabajo es el Frigorífico Cabildo, el cual depende de la Cooperativa Obrera y las abastece de productos cárnicos a todas sus sucursales.

## Deportes
En la localidad de Cabildo la actividad más notoria es el fútbol, siendo el club más destacado de la localidad el Club Pacífico de Cabildo, quien participa en la Liga del Sur.

## Historia
En 1901 comenzaron las obras de la ampliación del ferrocarril en el tramo de Olavarría-Bahía Blanca, que se prolongaron durante dos años y medio. Esta línea atraviesa Sierra de la Ventana, por lo que fue necesaria la realización de numerosas excavaciones y terraplenes muchas veces sobre roca, lo que dificultó la tarea.
Al efectuarse el replanteo definitivo de la traza del ferrocarril, desde Olavarría hacia Bahía Blanca, y la construcción de una vía auxiliar para continuar  con las obras mientras se realizaban puentes y alcantarillas, en 1902 circulaban por Cabildo trenes conocidos como "La Balestera" que transportaban balasto para asentar las vías, como así también personal y materiales de construcción.
En el boliche de Juan Romero se instaló el 20 de abril de 1903, la primera Estafeta Postal a cargo de la Sra. Ana Navarré Vda. de Porte.
La Compañía Colonizadora Stroeder fue una de las más dinámicas en cuanto al loteo de tierras, logró acuerdos con la empresa ferroviaria convenciéndola a ésta de la importancia de los asentamientos junto a las estaciones como una forma de canalizar los productos a través de las vías férreas.
Concluidos los trabajos de construcción del ferrocarril, el 15 de julio de 1903 fue inaugurada la estación del Ferrocarril Sud, denominada Cabildo por la Dirección General de Ferrocarriles de la Nación.
Paralelamente a la construcción del ferrocarril, la Compañía Colonizadora Stroeder, adquirió un campo de propiedad del Dr. Salas, y procedió a la subdivisión, trazado y loteo dando origen a la población denominada "Villa Cabildo".
Los nuevos centros poblados tuvieron la llegada del colono, como un hecho social de decisiva importancia en el proceso de poblamiento.
Durante el primer periodo que siguió a la fundación de Cabildo, tuvo lugar una progresiva consolidación de las estructuras básicas para el desarrollo económico y social de la nueva localidad.

## Parroquias de la Iglesia católica en Cabildo
| Arquidiócesis | Bahía Blanca |
| ------------- | ------------ |
| Parroquia     | San José     |